# Владимир Винек
Владимир Винек (хорв. Vladimir Vinek; 3 грудня 1897, Кашина, Королівство Хорватія і Славонія, Австро-Угорщина — 1945, Лепоглава) — югославський хорватський футболіст, нападник. Учасник Олімпіади 1924 року.

## Біографія
Народився 3 грудня 1897 року в Кашині біля Загребу. Виступав у загребському клубі ХАШК, також за іншими даними, виступав у складі загребської «Конкордії». З ХАШКом він двічі вигравав чемпіонат Загреба у сезонах 1920/21 і 1921/22. Крім того, грав у складі збірної Загреба з футболу, з якою виграв Кубок короля Олександра 1924 року.
У складі національної збірної Югославії дебютував 8 червня 1922 року у матчі зі збірною Румунії, що проходив у Белграді в рамках дебютного розіграшу Кубка Короля Олександра. Зустріч його команда програла з рахунком 1:2. Перший м'яч забив 1 жовтня 1922 року на 35-й хвилині товариського матчу зі збірною Польщі, який проходив у Загребі, однак, зустріч його команда все одно програла з рахунком 1:3.
10 червня 1923 року у другому розіграші Кубка Короля Олександра, що проходив у Бухаресті Владимир у матчі проти. збірної Румунії оформив дубль, забивши на 23-й та 39-й хвилинах матчу, принісши тим самим підсумкову перемогу своїй команді з рахунком 2:1 і перший трофей.
Останній раз зіграв за збірну на Олімпіаді 1924 року, де його команда поступилася майбутнім переможцям цього розіграшу збірної Уругваю з рахунком 0:7. Усього провів за головну збірну країни 6 матчів, у яких забив 3 м'ячі у ворота суперників.
Помер Володимир Винек у 1945 році в Лепоглаві.